# CPython
CPython – określenie standardowej implementacji języka programowania Python napisanej w języku programowania C. To określenie jest stosowane w przypadku konieczności odróżnienia najczęściej używanej implementacji języka od implementacji w Javie, nazwanej Jython, implementacji na platformę Common Language Runtime, nazwanej IronPython i innych.